# Cart-ruts

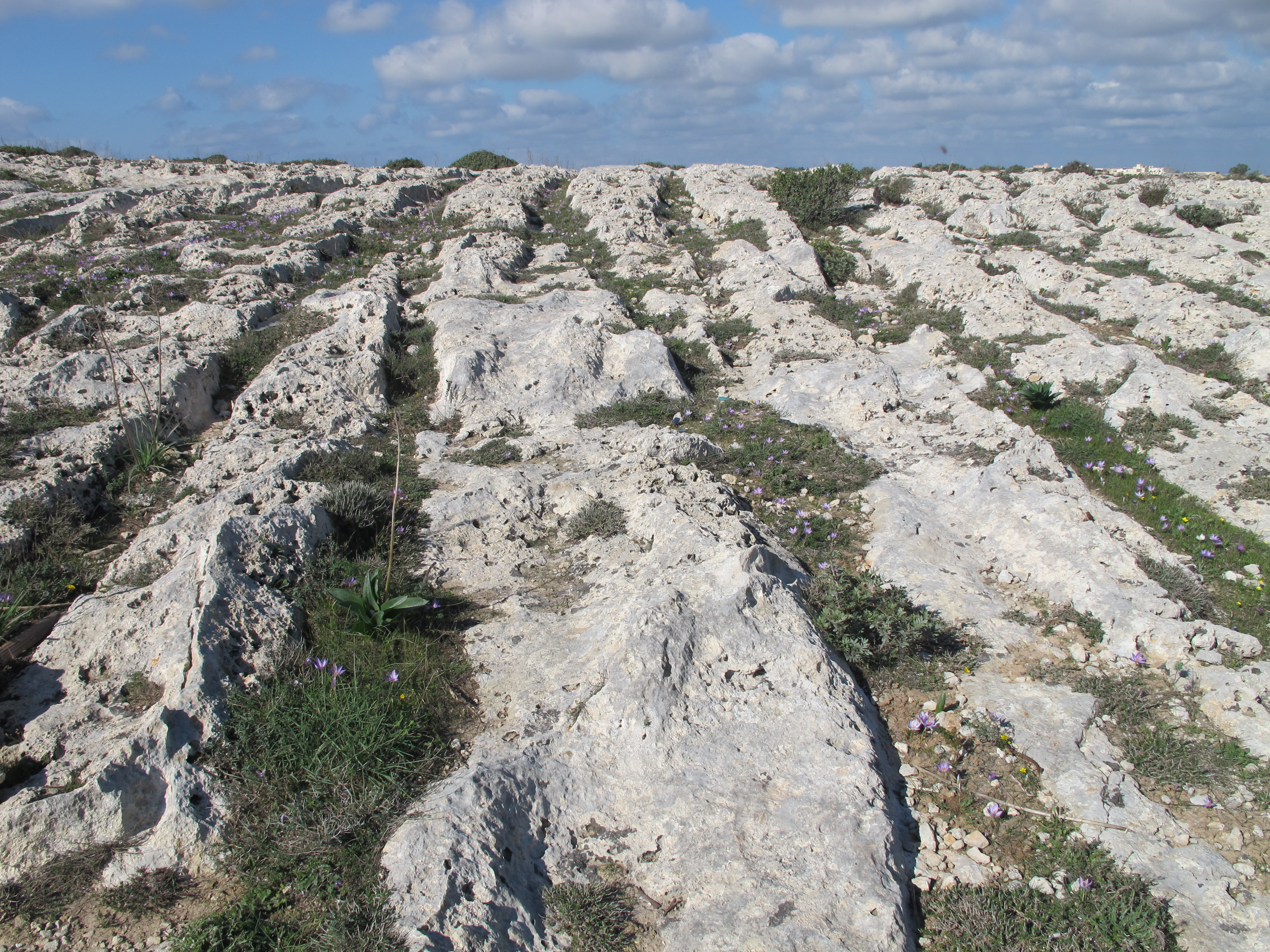
Cart Ruts à Clapham Junction.

Les cart-ruts sont de profondes ornières qui marquent la surface rocheuse en de nombreux endroits des îles de l'archipel maltais. Elles constituent une énigme archéologique car leur datation et leur origine divisent les archéologues depuis plus d'un siècle. Il n'est pas non plus exclu que les ornières ne datent pas toutes de la même période ou ne résultent pas toutes du même usage.

## Description
Les cart-ruts sont de profondes entailles creusées dans la pierre, à la surface des sols. Leurs profondeurs, leurs largeurs et les écartements sont variables. Ces traces, toujours par deux, mais pas toujours parallèles, se croisent, s'entrecoupent, sans origine et sans destination bien définies. Certaines disparaissent au bord d'une falaise (peut-être à la suite d'un effondrement), d'autres dans la mer (peut-être à la suite d'un mouvement de terrain ou d'une variation du niveau de l'eau). Il a été démontré que certaines avaient été creusées volontairement. 
Le site de cart-ruts le plus important est celui de Misrah Għar il-Kbir, appelé aussi Clapham Junction, situé sur la côte sud-ouest de l'île de Malte entre le Buskett Woodland et Dingli Cliffs. 

## Interprétations et datation
Les cart-ruts ont été successivement interprétées soit comme étant un système d'irrigation, soit comme étant la résultante d'un transport de charges lourdes, le moyen de transport correspondant demeurant lui-même incertain (char ou traîneau). 

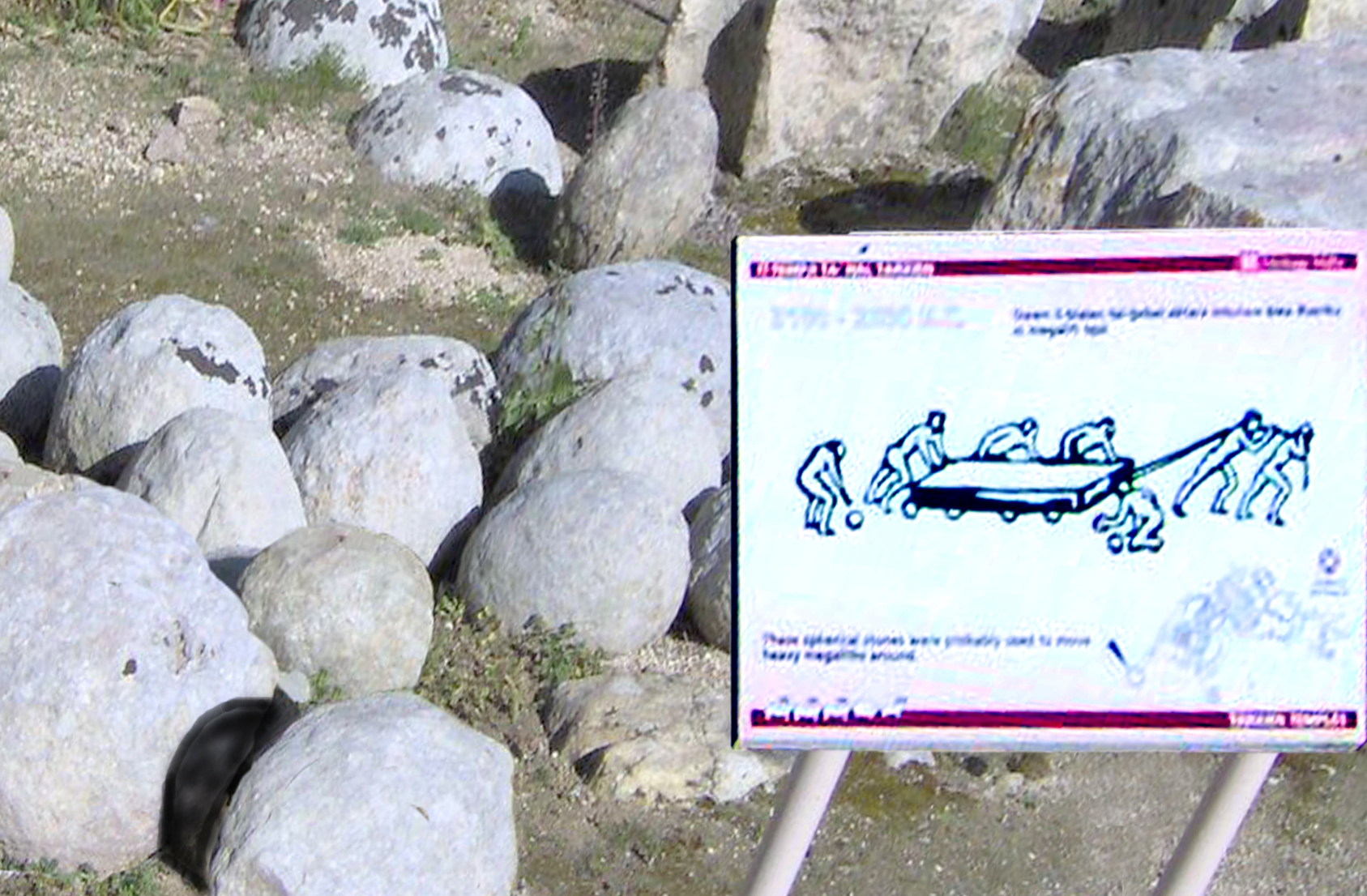
Boulets de pierre qui auraient pu avoir été utilisés pour transporter des blocs de pierre.

La proximité de certaines ornières avec des sites de l'âge du bronze a conduit à les attribuer à cette période. Dans le cas où la construction d'une tombe punique a conduit à couper le tracé de cart-ruts existant on dispose d'un terminus post quem vers 700 av. J.-C. pour ces ornières. Anthony Bonanno a fait le constat que les cart-ruts sont souvent situées à proximité des carrières de pierre exploitées à la période phénicienne et romaine (qui étaient peut-être déjà exploitées aux époques précédentes).  Dans l'hypothèse où les cart-ruts résulteraient d'une activité de transport, on peut difficilement les attribuer à la période romaine car les Romains étant connus pour l'excellence de leur réseau routier, on voit dès lors mal pourquoi ils n'auraient pas mis en place un réseau similaire à Malte. Le type de véhicule qui aurait été utilisé pose d'ailleurs question : le char sur roues ou sur patins paraît exclu du fait de l'écartement irrégulier des sillons. Aucune trace d'usure n'ayant été mise en évidence, ni au centre des ornières ni à l'extérieur de celles-ci, le moyen de traction du véhicule demeure lui-aussi inconnu.
En ce qui concerne les sillons qui ont été intentionnellement creusés dans la roche de surface et ne résultent donc pas de l'usure due au passage répété d'un véhicule, ils pourraient avoir servi de gouttière à des pierres rondes (retrouvées en quantité en de multiples endroits) sur lesquelles un charroi pouvait rouler. 
En l'état des connaissances, il n'est pas exclu que les ornières ne datent pas toutes de la même période ou ne résultent pas toutes du même usage.